# Олександрівка Друга (Кременчуцький район)
Олекса́ндрівка Друга — село в Україні, у Козельщинській селищній громаді Кременчуцького району Полтавської області. Населення становить 75 осіб. До 2020 орган місцевого самоврядування — Бреусівська сільська рада.

## Географія
Село Олександрівка Друга знаходиться за 4 км від правого берега річки Вовча, примикає до села Хмарине, на відстані 0,5 км розташоване село Чечужине. Поруч протікає пересихаючий струмок з загатою.

## Історія
12 червня 2020 року, відповідно до розпорядження Кабінету Міністрів України № 721-р «Про визначення адміністративних центрів та затвердження територій територіальних громад Полтавської області», село увійшло до складу Козельщинської селищної громади.
19 липня 2020 року, в результаті адміністративно - територіальної реформи та ліквідації Козельщинського району, село увійшло до складу новоутвореного Кременчуцького району.